# Promicroa dubitata
Promicroa dubitata is een mosdiertjessoort uit de familie van de Microporidae. De wetenschappelijke naam van de soort is voor het eerst geldig gepubliceerd in 1999 door d'Hondt & Gordon.